# Schefflera sararensis
Schefflera sararensis är en araliaväxtart som beskrevs av José Cuatrecasas. Schefflera sararensis ingår i släktet Schefflera och familjen araliaväxter.
Artens utbredningsområde är Colombia. Inga underarter finns listade.